# Царство (биология)
Ца́рство (лат. regnum) — иерархическая ступень научной классификации биологических видов. Таксономический ранг самого высокого уровня среди основных.

## Современное состояние
На 1977 год выделяли 6 царств живых организмов: Животные, Растения, Грибы, Протисты, Бактерии и Археи, в 1998 году протистов разделено на царства Простейшие и Хромисты, хотя не все макросистематики поддерживают это разделение.
Все перечисленные царства объединяют в три надцарства, или домена: Бактерии, Археи, Эукариоты. До начала XXI века к домену бактерий относили царство бактерий, к домену архей — царство архей, к домену эукариот — все остальные царства организмов, состоящих из клеток.
Ситуация изменилась в 2024 году, когда из-за изменений в Международном кодексе номенклатуры прокариот для бактерий и архей официально ввели ранги домена и царства. На 2025 год описано по 4 царства бактерий (Bacillati, Fusobacteriati, Pseudomonadati, Thermotogati) и архей (Methanobacteriati, Nanobdellati, Pseudomonadati, Thermotogati).
Учёные не определились, следует ли считать вирусы живыми организмами. Если считать их таковыми, то начиная с 2019 года, когда таксоны вирусов такого ранга впервые были описаны, их количество сопоставимо с числом царств клеточных организмов. На 2025 год описано 11 царств вирусов. В отличие от клеточных организмов, царства вирусов объединяют не в домены, а в реалмы, всего описано 7 реалмов.
|  | Царство Bacillati      |
|  |                        |
|  | Царство Fusobacteriati |
|  |                        |
|  | Царство Pseudomonadati |
|  |                        |
|  | Царство Thermotogati   |
|  |                        |

|  | Царство Methanobacteriati |
|  |                           |
|  | Царство Nanobdellati      |
|  |                           |
|  | Царство Promethearchaeati |
|  |                           |
|  | Царство Thermoproteati    |
|  |                           |

|  | Царство Простейшие |
|  |                    |
|  | Царство Хромисты   |
|  |                    |
|  | Царство Растения   |
|  |                    |
|  | Царство Грибы      |
|  |                    |
|  | Царство Животные   |
|  |                    |

|  | Царство Bacillati      |
|  |                        |
|  | Царство Fusobacteriati |
|  |                        |
|  | Царство Pseudomonadati |
|  |                        |
|  | Царство Thermotogati   |
|  |                        |

|  | Царство Methanobacteriati |
|  |                           |
|  | Царство Nanobdellati      |
|  |                           |
|  | Царство Promethearchaeati |
|  |                           |
|  | Царство Thermoproteati    |
|  |                           |

|  | Царство Простейшие |
|  |                    |
|  | Царство Хромисты   |
|  |                    |
|  | Царство Растения   |
|  |                    |
|  | Царство Грибы      |
|  |                    |
|  | Царство Животные   |
|  |                    |

|  | Царство Bacillati      |
|  |                        |
|  | Царство Fusobacteriati |
|  |                        |
|  | Царство Pseudomonadati |
|  |                        |
|  | Царство Thermotogati   |
|  |                        |

|  | Царство Methanobacteriati |
|  |                           |
|  | Царство Nanobdellati      |
|  |                           |
|  | Царство Promethearchaeati |
|  |                           |
|  | Царство Thermoproteati    |
|  |                           |

|  | Царство Простейшие |
|  |                    |
|  | Царство Хромисты   |
|  |                    |
|  | Царство Растения   |
|  |                    |
|  | Царство Грибы      |
|  |                    |
|  | Царство Животные   |
|  |                    |

|  | Царство Bacillati      |
|  |                        |
|  | Царство Fusobacteriati |
|  |                        |
|  | Царство Pseudomonadati |
|  |                        |
|  | Царство Thermotogati   |
|  |                        |

|  | Царство Methanobacteriati |
|  |                           |
|  | Царство Nanobdellati      |
|  |                           |
|  | Царство Promethearchaeati |
|  |                           |
|  | Царство Thermoproteati    |
|  |                           |

|  | Царство Простейшие |
|  |                    |
|  | Царство Хромисты   |
|  |                    |
|  | Царство Растения   |
|  |                    |
|  | Царство Грибы      |
|  |                    |
|  | Царство Животные   |
|  |                    |

|  | Царство Loebvirae    |
|  |                      |
|  | Царство Sangervirae  |
|  |                      |
|  | Царство Shotokuvirae |
|  |                      |
|  | Царство Trapavirae   |
|  |                      |

|  | Царство Orthornavirae |
|  |                       |
|  | Царство Pararnavirae  |
|  |                       |

|  | Царство Abadenavirae |
|  |                      |
|  | Царство Bamfordvirae |
|  |                      |

|  | Царство Loebvirae    |
|  |                      |
|  | Царство Sangervirae  |
|  |                      |
|  | Царство Shotokuvirae |
|  |                      |
|  | Царство Trapavirae   |
|  |                      |

|  | Царство Orthornavirae |
|  |                       |
|  | Царство Pararnavirae  |
|  |                       |

|  | Царство Abadenavirae |
|  |                      |
|  | Царство Bamfordvirae |
|  |                      |

|  | Царство Loebvirae    |
|  |                      |
|  | Царство Sangervirae  |
|  |                      |
|  | Царство Shotokuvirae |
|  |                      |
|  | Царство Trapavirae   |
|  |                      |

|  | Царство Orthornavirae |
|  |                       |
|  | Царство Pararnavirae  |
|  |                       |

|  | Царство Abadenavirae |
|  |                      |
|  | Царство Bamfordvirae |
|  |                      |

|  | Царство Loebvirae    |
|  |                      |
|  | Царство Sangervirae  |
|  |                      |
|  | Царство Shotokuvirae |
|  |                      |
|  | Царство Trapavirae   |
|  |                      |

|  | Царство Orthornavirae |
|  |                       |
|  | Царство Pararnavirae  |
|  |                       |

|  | Царство Abadenavirae |
|  |                      |
|  | Царство Bamfordvirae |
|  |                      |

## История
Ещё в древности люди делили все живые организмы на животных и растения. Аристотель классифицировал животных в своей работе «История животных», а его ученик Теофраст написал параллельную работу о растениях «История растений».
Карл Линней заложил основы современной биноминальной номенклатуры. Он делил все живые организмы на два царства — царство животных (лат. Regnum Animale) и царство растений (лат. Regnum Vegetabile); при этом он выделял параллельно с ними также царство минералов (лат. Regnum Lapideum).
В 1674 году Антони Ван Левенгук отослал в Лондон копию своих исследований одноклеточных организмов, не известных до этого. Их распределили по царствам животных и растений. В 1866 году, основываясь на ранних исследованиях Ричарда Оуэна и Джона Хогга, Эрнст Геккель выделил третье царство живых организмов, которое назвал царством протистов.
Благодаря развитию микроскопов и появлению электронного микроскопа учёным удалось обнаружить существенные различия между одноклеточными организмами: одни из них (эукариоты) имели ядро, а другие (прокариоты) — нет. В 1938 году Херберт Коупленд предложил классификацию живых организмов с четырьмя царствами. В четвёртое царство — монера — он поместил бактерии и синезелёные водоросли, которые не имели ядра.
Вскоре различие прокариот и эукариот стало очевидным, и в 1960 году Роджер Станиер и ван Ниль, основываясь на идее Эдуара Шаттона, создали новый таксономический ранг — надцарство.
Учёные понимали, насколько грибы, входившие в царство растений, отличаются от других растений. Эрнст Геккель предлагал переместить грибы из царства растений в царство протистов, однако вскоре передумал и сам опроверг свою идею. Роберт Уиттекер предлагал выделить грибы как отдельное царство. В 1969 году он предложил новую систему классификации с пятью царствами, которая пользуется популярностью и сейчас. Она основывается на различиях организмов в питании: представители царства растений — многоклеточные автотрофы, животные — многоклеточные гетеротрофы, грибы — многоклеточные сапротрофы. Царства протистов и бактерий включают в себя одноклеточные и простейшие организмы. Все пять царств разделены на надцарства эукариот и прокариот, в зависимости от того, имеют ли клетки этих организмов ядро.
Дальнейшее развитие макросистематики связано с филогенетикой. В 1977 году Карл Вёзе и Джордж Эдвард Фокс при сравнительном анализе 16S рРНК в надцарстве прокариот выделили археи, тогда называемые архебактериями (Archaebacteria), в качестве отдельной группы на филогенетическом древе, сразу в ранге царства или подцарства (Urkingdoms в оригинале). Вёзе настаивал, что эта группа прокариот есть фундаментально отличная разновидность жизни.
Чтобы подчеркнуть это отличие, впоследствии две группы прокариот были названы археями и бактериями. В трёхдоменной системе Карла Вёзе обе эти группы и эукариоты были возведены в ранг домена. Этот термин был предложен Вёзе в 1990 году для обозначения самого верхнего ранга в классификации организмов, включающей одно или несколько царств.
Благодаря филогенетическим исследованиям классификация эукариот на основе кладистики в последние десятилетия XX века и в начале XXI стремительно развивается. Работы нескольких независимых групп макросистематиков уточняют исследования прошлых лет, но зачастую противоречат друг другу, поэтому единственной устоявшейся системы классификации эукариот на 2025 год ещё не создано. Общая черта кладистических исследований начала XXI века: признание полифилетичности царства протистов и как таковой отказ от ранговой системы: несоблюдение строгой иерархии рангов — род организмов могут включить сразу в таксон уровня царства; а также необязательность присвоения ранга вновь описываемому макротаксону и даже отсутствие формального описания у некоторых из них — клада считается «описанной», если известно, в какой таксон она входит и какие таксоны относятся к ней, например CRuMs.
Таксономическая классификация вирусов вызывает наибольшие сложности. В отличие от клеточной жизни, вирусы не обязательно имеют общего предка, поэтому определять глубокие эволюционные связи между ними крайне трудно. Лишь в последние годы такие методы, как метагеномика, позволили начать проводить такие исследования. Таксономические ранги царств вирусов впервые были описаны в 2019 году, систематики-вирусологи взяли за основу используемую ранее безранговую классификацию по Балтимору, к 2025 году описано 11 царств вирусов. Макросистематика вирусов ещё не завершена, положение одного класса (Naldaviricetes), 25 семейств и 2 родов вирусов и вирусоподобных организмов на данный момент не определено, они не входят ни в одно из описанных царств.

### Исторические варианты систематики царств
| Линней 1735  | Геккель 1866 | Шаттон 1925 | Коупленд 1938 | Уиттекер 1969 | Вёзе 1977  | Вёзе 1990    | Кавалье-Смит 1993 | Кавалье-Смит 1998 | Руджеро 2015 |
| ------------ | ------------ | ----------- | ------------- | ------------- | ---------- | ------------ | ----------------- | ----------------- | ------------ |
| (нет)        | (нет)        | 2 домена    | 2 домена      | 2 домена      | 2 домена   | 3 домена     | 3 домена          | 2 домена          | 2 домена     |
| 3 царства    | 3 царства    | (нет)       | 4 царства     | 5 царств      | 6 царств   | (нет)        | 8 царств          | 6 царств          | 7 царств     |
| Минералы     |              |             |               |               |            |              |                   |                   |              |
|              | Протисты     | Прокариоты  | Дробянки      | Дробянки      | Эубактерии | Бактерии     | Эубактерии        | Бактерии          | Бактерии     |
| Архебактерии | Протисты     | Прокариоты  | Дробянки      | Дробянки      | Археи      | Архебактерии | Археи             | Бактерии          |              |
| Эукариоты    | Протисты     | Протисты    | Протисты      | Протисты      | Эукариоты  | Archezoa     | Простейшие        | Простейшие        |              |
| Эукариоты    | Протисты     | Протисты    | Протисты      | Протисты      | Эукариоты  | Простейшие   | Простейшие        | Простейшие        |              |
| Эукариоты    | Протисты     | Протисты    | Протисты      | Протисты      | Эукариоты  | Хромисты     | Хромисты          | Хромисты          |              |
| Эукариоты    | Растения     | Растения    | Растения      | Растения      | Эукариоты  | Растения     | Растения          | Растения          | Растения     |
| Эукариоты    | Растения     | Растения    | Растения      | Грибы         | Эукариоты  | Грибы        | Грибы             | Грибы             | Грибы        |
| Эукариоты    | Животные     | Животные    | Животные      | Животные      | Эукариоты  | Животные     | Животные          | Животные          | Животные     |